# Le Bal des voyous
Le Bal des voyous est un film franco-italien  réalisé par Jean-Claude Dague et sorti en 1968.

## Synopsis
Un banquier qui pratique le judo rencontre une belle femme blonde, qui se fait exploiter par un homme qui envisage de cambrioler la banque.

## Fiche technique
- Titre : Le Bal des voyous
- Réalisation : Jean-Claude Dague
- Supervision de la réalisation : Louis Soulanes
- Scénario et dialogues : Jean-Claude Dague
- Photographie : Jacques Robin
- Musique : Norbert Glanzberg
- Montage : Robert Isnardon
- Sociétés de production : Capitole Films - Paris Inter Productions - Super International Pictures
- Tournage : du 2 octobre au 25 novembre 1967
- Pays de production :  France -  Italie
- Durée : 86 minutes
- Date de sortie : France - 31 juillet 1968
- Affiche : Jean Mascii (France)

## Distribution
- Jean-Claude Bercq : Henri Verdier
- Donna Michelle : Karine
- Marc Briand : Robert
- Michel Le Royer : Leroy
- Roland Lesaffre : Inspecteur Fougas
- Georges Bellec : Paulo
- Linda Veras : Sophie